# Тюленячий (Охотське море)
Тюленячий острів — безлюдний острів в південно-західній частині Охотського моря за 12 км на південний захід від мису Терпіння півострова Терпіння острова Сахаліну. Адміністративно належить Поронайському міському округу Сахалінської області Російської Федерації. Довжина — 636 м, ширина — 40—90 м, площа — близько 0,053 км², висота — до 18 м. Відкритий 1643 року голландським мореплавцем Мартіном Геррітсоном де Фризом. Названий у 1805 році учасниками першої російської навколосвітньої подорожі на «шлюпі Надія» під командуванням Івана Федоровича Крузенштерна із-за лежбища тюленів.
Острів являє собою абразійний останець берегової тераси, складений уламковими породами верхньокрейдового віку. Вершина плоска, з крутими обривами. Від південного краю відходить акумулятивна надводна коса.
Лежбище морського котика і сивучів (заказник із суворо лімітованою здобиччю). На плато і прибережних скелях — пташиний базар (кайри). Тут також гніздяться: топорик, дзьоборіг, іпатка, конюги великі, конюги білочереві, буревісники кочівні, баклани берингійський, мартини трипалі. Позбавлений прісної води і деревної рослинності.
Великим суднам заборонено підходити до острова ближче за 30 миль і давати гудки в його зоні, а літакам і вертольотам заборонено пролітати над островом.